# Lojze Gostiša
Lojze Gostiša, slovenski umetnostni zgodovinar, menedžer, organizator in urednik, * 7. junij 1923, Stara vas, Žiri, † 1. junij 2019, Ljubljana/Brezovica pri Ljubljani ? 

## Življenje in delo
V rani mladosti je bil aktiven udeleženec partizanskega odporniškega gibanja. Pretežno je bil na Dolenjskem v skupini kulturnikov. Po vojni je ostal vez med vodilnimi politiki in kulturnimi krogi, od arhitektov, kiparjev do slikarjev. Bil je pobudnik razstav izdaje zbornikov in knjižnih zbirk. Organiziral je gradnjo Gospodarskega razstavišča, sodeloval pri izbiranju likovne opreme slovenskega parlamenta in dvorca Brdo. Spodbujal je Plečnika, da je načrtoval svoje zadnje samostojno delo, paviljon za maršala Tita na Brionih. Na novo je odkril in javnosti predstavil premalo poznane ali pozabljene dele opusov Jožeta Plečnika (zanj je organiziral razstavo v Narodni galeriji že leta 1968), Izidorja Cankarja, Franceta Miheliča in poskrbel za prevode in natis replik knjig Janeza Vajkarda Valvasorja. Organiziral je serijo razstav slovenske grafike.
Njegovi največji avtorski deli sta trilogija o slikarju Francetu Miheliču (1994-97-99) in Iconotheca Valvasoriana (2008), faksimilni natis Valvasorjeve grafične zbirke, ki jo hranijo v Zagrebu in prevod besedil vseh ključnih Valvasorjevih knjig v slovenščino. Za svoje raziskovalno in organizacijsko delo na umetnostnozgodovinskem področju je prejel najvišjo nagrado Slovenskega umetnostnozgodovinska društva - nagrado Izidorja Cankarja, državno odlikovanje red za zasluge in nagrado glavnega mesta Ljubljana. Nazadnje je deloval kot znanstveni delavec in (od 1.12.2009) kot svetovalec Slovenske akademije znanosti in umetnosti za umetnostno zgodovino, kjer je bil vodilni član Fundacije Janeza Vajkarda Valvasorja.
26. junija 2007, ko je prorektor Univerze v Ljubljani promoviral devet novih doktorjev znanosti, je bil med njimi pri 84 letih tudi Lojze Gostiša (študija o Francetu Miheliču).
Leta 2016 je za zasluge v založništvu in knjigotrštvu prejel Schwentnerjevo nagrado in Trubarjevo priznanje.
Leta 2017 je izšla knjižica njegovih izbranih spominov, štiri leta kasneje pa zelo subjektivno obarvani spomini Milčka Komelja na Gostišo.
Njegova vnukinja je Bronja Žakelj.